# Éternité (mythologie)
Pour les articles homonymes, voir Éternité (homonymie).

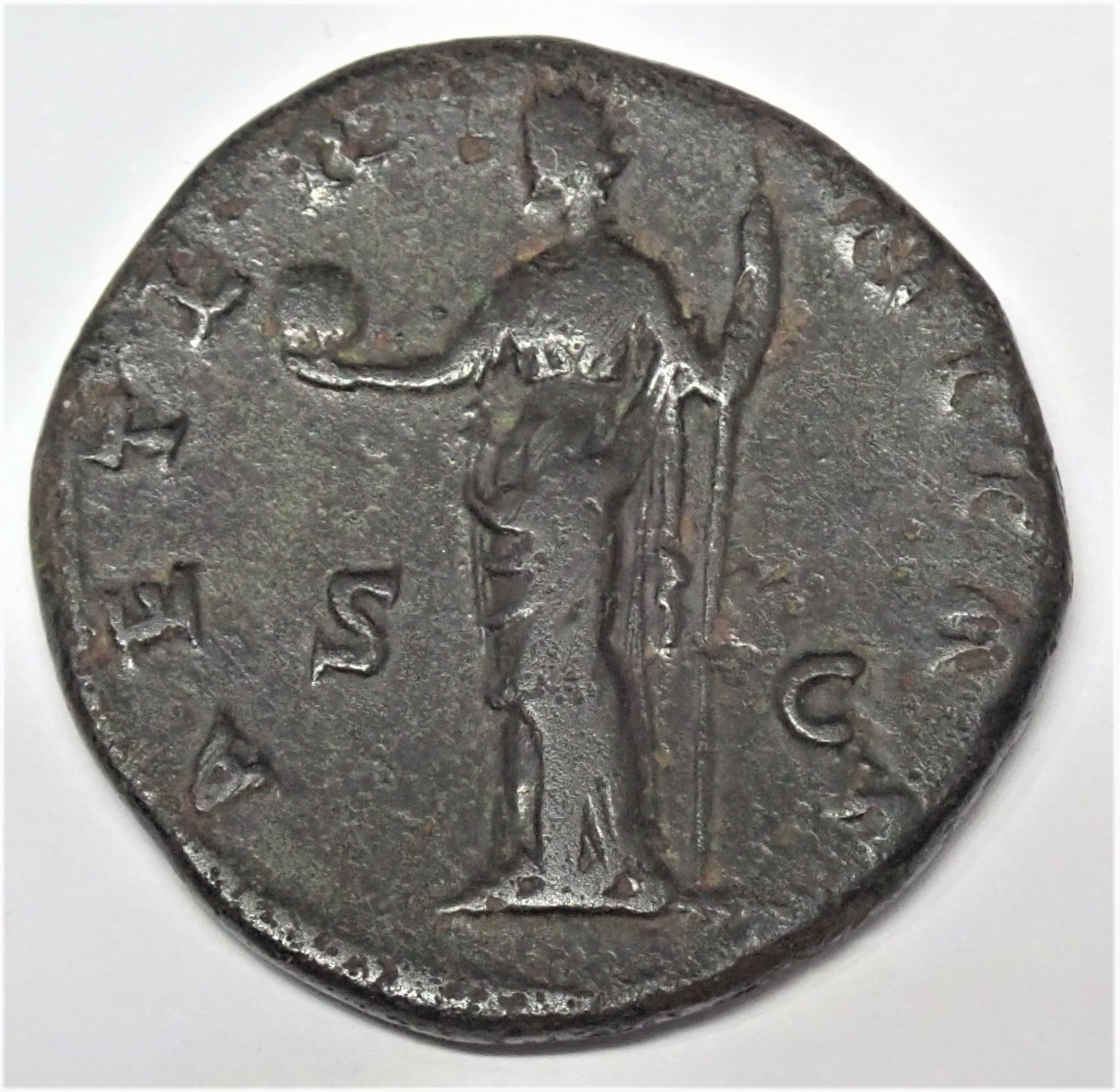
Faustine l'Ancienne représentant Éternité sur un as (monnaie romaine).

Dans la religion romaine antique, Éternité (Aeternitas, Aeternitatis en latin) était la personnification divine de l'éternité. Elle était en particulier associée au culte impérial en tant que l'une des vertus de l'empereur divinisé (divus). Le maintien dans la religion de divinités abstraites comme Éternité était caractéristique du culte officiel romain depuis le temps des Julio-Claudiens jusqu'aux Sévères.